# シャオジュン
シャオジュン（韓：샤오쥔、簡：肖俊、1999年8月8日 - ）は中華人民共和国広東省東莞市出身の歌手。男性アイドルグループ・NCTのメンバー。SMエンタテインメント所属。本名は肖德俊（シャオ・ダジュン、しょう とくしゅん）。2019年1月、中国ユニット・WayVでデビュー。

## 来歴

### 生い立ち・教育
1999年8月8日、広東省東莞市で音楽家の家庭に生まれる。
2015年10月、東華初級中学校7年生のとき、浙江テレビの番組『燃烧吧少年！』に出演し、オリジナル曲の「所有」を披露した。
2017年9月、上海戯劇学院に入学した。学院ではミュージカルを学んだ。

### NCTデビュー（2018年 - 2022年）

#### 2018年
7月17日、SMルーキーズの練習生として公開された。
9月11日、紹介映像の「Re-born」が公開された。
12月31日、NCTの中国ユニット・WayVのデビューメンバーとして公開された。

#### 2019年
1月17日、所属ユニットWayVがファーストデジタルアルバム『The Vision』で中国でデビュー。

#### 2020年
2月28日発売、チョウミ「在你身旁（I'll be there）」にクンとコラボレーションで参加した。
5月31日発売、GINJO「The Riot」にテンとフィーチャリングで参加した。
10月12日、NCT Uとして参加した「Make A Wish」のミュージックビデオが公開された。

#### 2021年
1月11日、Youkuのウェブドラマ『歓迎光臨高中生』に出演。
6月16日、WayV内のユニットとして結成されたWayV-KUN&XIAOJUNがシングル「Back To You」を発売。
10月11日発売、Raidenのミニアルバム『Love Right Back』の収録曲「Golden」にラッパーのpH-1とともに参加した。
12月10日、NCT Uとして参加した「Universe (Let's Play Ball)」のミュージックビデオが公開された。

#### 2022年
12月26日発売、SMTOWNのウィンターアルバム『2022 Winter SMTOWN : SMCU PALACE』の収録曲「Where You Are」に参加した。

### 『THE SHOW』MC（2023年 - ）

#### 2023年
3月より、SBS『THE SHOW』のMCをヒョンソプ（TEMPEST）、ヨサン（ATEEZ）らと務めた。
9月26日、中国・北京で開催された「微博音楽盛典（Weibo Music Awards）」 で「年度推荐热度艺人荣誉」を受賞した。
12月6日、「NCT LAB」よりNCT Uとして参加した「Marine Turtle」が公開された。
12月29日発売、IMLAYのミニ・アルバム『STARDUST』のタイトル曲「STARDUST」にフィーチャリングで参加した。

#### 2024年
1月11日、NCT Uとして参加した「NCT ZONE」サウンドトラック「Do It (Let's Play)」が公開された。
7月18日、参加した音楽プロジェクト「POWER OF MUSIC」 より「最佳损友’(To My Friend)」が公開された。

## 人物

### 家族・ニックネーム
血液型はO型。しし座。両親が音楽家で、父親と兄は歌手である。
子どもの頃の夢はスパイ。
ニックネームは「幼稚鬼」、「俊俊（ジュンジュン）」、「ドジュン」。
座右の銘は「满招损，谦受益」（うぬぼれは損失を招き、謙虚さは利益をもたらす）。
性格診断のMBTIはENFP型。

### 趣味・嗜好
趣味は作曲、読書、食べること、映画を繰り返し観ること、ゲームをすること。特技は雰囲気を気まずくさせること、女性グループのダンスを踊ること。
好きな食べ物はチョコミント、キャンディ、火鍋、抹茶、抹茶アイスクリーム、抹茶ラテ、抹茶ケーキ、ラオガンマ。
好きな色は植物のような緑色。
好きな曲は「Turning Page」。
ヒーリング方法は思い出が詰まった写真を見ることで、特に故郷である広東省の写真を見ることで癒やされている。

### ペット
WayVの宿舎でビーグル犬を飼っており、名前は「ベラ」。

## 参加作品

### NCT U
| 公開日 | 公開日   | タイトル                    | 収録アルバム             | ミュージックビデオ          |
| ------ | -------- | --------------------------- | ------------------------ | --------------------------- |
| 2020年 | 10月12日 | Make A Wish (Birthday Song) | NCT 2020 Resonance Pt. 1 | Make A Wish (Birthday Song) |
| 2020年 | 10月12日 | Dancing In The Rain         | NCT 2020 Resonance Pt. 1 | -                           |
| 2020年 | 11月23日 | My Everything               | NCT 2020 Resonance Pt. 2 | -                           |
| 2021年 | 12月14日 | Universe (Let's Play Ball)  | Universe                 | Universe (Let's Play Ball)  |
| 2021年 | 12月14日 | Round&Round                 | Universe                 | -                           |
| 2021年 | 12月14日 | 별자리 (Good Night)         | Universe                 | -                           |
| 2023年 | 8月28日  | Not Your Fault              | Golden Age               | -                           |
| 2023年 | 8月28日  | PADO                        | Golden Age               | -                           |
| 2023年 | 12月6日  | Marine Turtle               | -                        | Marine Turtle               |
| 2024年 | 1月11日  | Do It (Let's Play)          | -                        | -                           |
| 2024年 | 12月25日 | NCT 2024 Special            | -                        | -                           |

### WayV-KUN&XIAOJUN
- 「Back To You」（2021年）- ミュージックビデオ - YouTube

### コラボレーション
- 「在你身旁（I'll be there）」（2020年、チョウミ）
- 「Where You Are」（2022年、リョウク、オンユ、ドヨン、チョンロ、シャオジュン）

### 音楽プロジェクト
- 「最佳损友’(To My Friend)」 - 「POWER OF MUSIC」より（2024年）

### アルバム曲
- 「Golden」 - Raidenのミニアルバム『Love Right Back』より（2021年）

### フィーチャリング
- 「The Riot」（2020年、GINJO）
- 「STARDUST」（2023年、IMLAY）

### カバー・ダンスパフォーマンス動画
- 方大同「紅豆/Red Bean」（2019年4月12日、クンと）[29]
- サム・キム「Who Are You」（2020年9月1日）[30]
- EXO「For Life (English Ver.)」（2020年12月31日）[31]
- WayV「Good Time」（2021年8月2日）[32]
- Eric周兴哲「永不失联的爱 (Unbreakable Love)」（2021年8月3日、ロンジュンと）[33]
- ジャスティン・ビーバー「Santa Claus Is Coming To Town」（2021年12月24日）[34]
- NONTTANONT「Melt」（2023年3月25日、クン・テンと）[35]
- BEYOND「情人」（2023年5月17日）[36]

## 出演

### テレビ番組
- MBC『우리 식구됐어요（私たち家族になりました）』（2021年12月6日）
- SBS『THE SHOW』（2023年3月 - 2024年12月） レギュラーMC

### ウェブドラマ
- Youku『歓迎光臨高中生』（2021年）

### スペシャルステージ
- Raiden「Golden」 - 「SMTOWN LIVE 2022」（2022年8月）
- EXO-CBX「Blooming Day」 - 『THE SHOW』MC就任式（2023年3月28日）
- Standing Egg「I'll Pick You Up」 - 『THE SHOW』（2023年7月4日）[37]
- 東方神起「I believe... (믿어요)」 - 『SBS歌謡大祭典』（2023年12月25日、ドヨン・チョンロと）[38]
- H.O.T.「Full of happiness」 -「SMTOWN LIVE 2025」（2025年1月、Kangta・トニー＝アン・ヘンドリー・ウォンビン・アントン・シオン・ユウシらと）[39]

### イベント
| 年   | イベント名                                                              | 開催日          | 開催場所                   | 参考   |
| ---- | ----------------------------------------------------------------------- | --------------- | -------------------------- | ------ |
| 2021 | 展覧会「君と私が作った世界－The World We Made」中国語版オーディオガイド | 4月26日オープン | 西帰浦市・ポドミュージアム | [ 40 ] |
| 2023 | Weibo Music Awards                                                      | 9月26日         | 中国・北京                 | [ 18 ] |
| 2023 | 腾讯娱乐年度盛典                                                        | 12月14日        | マカオ                     | [ 41 ] |

## 受賞歴
- 微博音楽盛典（Weibo Music Awards） - 年度推荐热度艺人荣誉（2023年）[18]